# Lepthyphantes notabilis
Lepthyphantes notabilis är en spindelart som beskrevs av Kulczynski 1887. Lepthyphantes notabilis ingår i släktet Lepthyphantes och familjen täckvävarspindlar. Inga underarter finns listade i Catalogue of Life.